# Relictocera qiyi
Espèce
Relictocera qiyi est une espèce d'araignées aranéomorphes de la famille des Psilodercidae.

## Distribution
Cette espèce est endémique de la province de Thừa Thiên-Huế au Viêt Nam,. Elle se rencontre à Da Dung vers 69 m d'altitude dans le parc national de Bach Mã.

## Description
Le mâle holotype mesure 2,63 mm et la femelle paratype 2,10 mm.

## Publication originale
- Liu, Li, Li & Zheng, 2017 : Five new genera of the subfamily Psilodercinae (Araneae: Ochyroceratidae) from Southeast Asia. Zoological Systematics vol. 42, no 4, p. 395-417.